# Фредерік Кайо
Фредерік Кайо (фр. Frédéric Cailliaud; 9 червня 1787 — 1 травня 1869) — французький мандрівник, натураліст, мінералог і конхіолог.

## Біографія
Народився і помер у Нанті. У 1815—1822 роках подорожував Єгиптом, Нубією та Ефіопією. За дорученням єгипетського паші Мухаммеда Алі приєднався до військового походу, метою якого було завоювання султанату Сеннар. Завданням Кайо був пошук нових покладів золота у завойованих країнах. Після Сеннару експедиція рушила у регіон Фазоглі. Хоча Кайо не знайшов золота, він зробив детальний опис географії завойованих країн, який опублікував у 1927 році у Франції.
У 1824 році повернувся до Франції. Видав трактат «Подорож до оази Фів» описав народи та місцевості Сахари, які досі не були відомі європейцям. У праці «Подорож до Мерое» розповідав про народи та архітектурні пам'ятки Судану. За свою роботу нагороджений Орденом Почесного легіону.
Кайо також опублікував численні праці з природознавства. Зі своїх мандрівок привіз велику колекцію раковин молюсків. Описав низку нових видів рослин.